# The Bride of Tabaiva
The Bride of Tabaiva è un cortometraggio muto del 1909. Il nome del regista non viene riportato nei credit del film.

## Trama
Trama di Moving Picture World synopsis in (EN)  su IMDb

## Produzione
Il film fu prodotto dalla Vitagraph Company of America.

## Distribuzione
Distribuito dalla Vitagraph Company of America, il film - un cortometraggio di 116 metri - uscì nelle sale cinematografiche statunitensi il 16 gennaio 1909.
Nelle proiezioni, veniva programmato con il sistema dello split reel, accorpato in un'unica bobina con un altro cortometraggio prodotto dalla Vitagraph, The Two Sons.